# Varenne-l'Arconce
Varenne-l'Arconce is een gemeente in het Franse departement Saône-et-Loire (regio Bourgogne-Franche-Comté) en telt 143 inwoners (1999). De plaats maakt deel uit van het arrondissement Charolles.

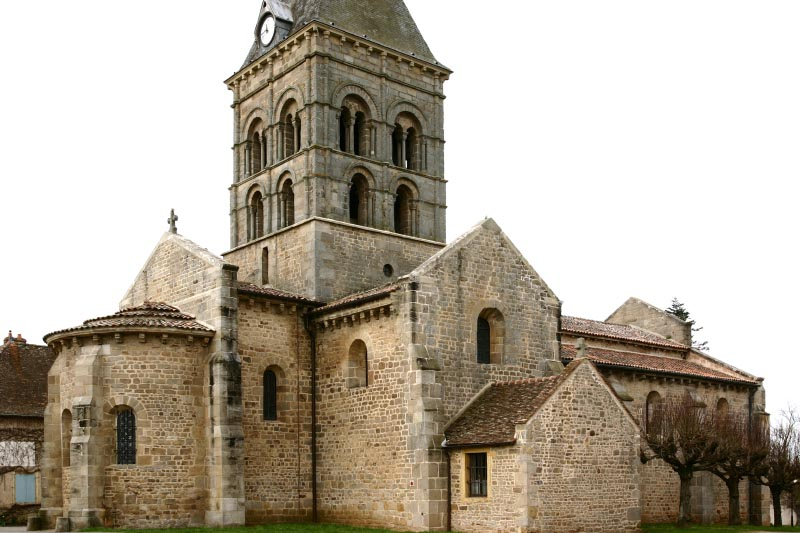
Kerk van Varenne-l'Arconce

## Geografie
De oppervlakte van Varenne-l'Arconce bedraagt 8,4 km², de bevolkingsdichtheid is 17,0 inwoners per km².
De onderstaande kaart toont de ligging van Varenne-l'Arconce met de belangrijkste infrastructuur en aangrenzende gemeenten.

## Demografie
Onderstaande figuur toont het verloop van het inwonertal (bron: INSEE-tellingen).